# Конец путешествия (пьеса)
«Конец путешествия» (англ. Journey's End) — драматическая пьеса 1928 года английского драматурга Р.С. Шерриффа, действие которой происходит в окопах недалеко от Сен-Кантена во французском департаменте Эна ближе к концу Первой мировой войны. История разворачивается в офицерском блиндаже пехотной роты британской армии с 18 марта 1918 года по 21 марта 1918 года и даёт представление о жизни офицеров в последние несколько дней перед операцией «Михаэль».
Впервые пьеса была поставлена в Театре Аполло в Лондоне Объединенным сценическим обществом 9 декабря 1928 года с участием молодого Лоуренса Оливье в главной роли, а вскоре переместилась в другие театры Вест-Энда на двухлетний срок. Она была включена в «Лучшие пьесы Бёрнса Мантла 1928–1929 годов». Произведение быстро стало всемирно популярным, с многочисленными постановками и турами на английском и других языках. За киноверсией 1930 года последовали другие адаптации, пьеса установила высокий стандарт для других произведений, посвященных данной тематике и оказала влияние на других драматургов, включая Ноэля Кауарда. Это была седьмая пьеса Шерриффа. Он подумывал назвать её «Саспенс» (англ. Suspense) или «Ожидание» (англ. Waiting), но в конце концов нашёл название в заключительной строке главы неизвестной книги: «Был поздний вечер, когда мы, наконец, подошли к концу нашего путешествия».

## Краткое описание сюжета

### Акт I
В британских траншеях напротив Сен-Кантена капитан Харди беседует с лейтенантом Осборном, пожилым человеком, учителем государственной школы, который пришёл, чтобы сменить его. Харди шутит над поведением капитана Стэнхоупа, который пристрастился к алкоголю, чтобы справиться со стрессом, вызванным войной. Пока Харди шутит, Осборн защищает Стэнхоупа и описывает его как «лучшего командира роты, который у нас есть».
Рядовой Мейсон, слуга-повар, часто забывает об ингредиентах и ключевых частях еды, которую готовит для офицеров. На самом деле он служит в пехоте, но рота разрешила ему работать поваром на полставки.
Младший лейтенант Троттер — назначенный из рядовых толстый офицер, любитель поесть; он не выносит войны и отсчитывает каждый час на передовой, рисуя круги на листе бумаги, а затем раскрашивая их.
Младший лейтенант Джеймс «Джимми» Рэли — молодой и наивный офицер, который присоединяется к компании. Рэли знал Стэнхоупа по школе, где Стэнхоуп был шкипером (капитаном) регбийной команды; Рэли называет Стэнхоупа Деннисом. У него также есть сестра, с которой Стэнхоуп встречается.
Рэли признаётся, что просил отправить его в компанию Стэнхоупа. Осборн намекает Рэли, что Стэнхоуп не будет тем человеком, которого он знал со школы, поскольку опыт войны изменил его; однако Рэли, похоже, не понимает.
Стэнхоуп зол на то, что Рэли разрешили присоединиться к нему, и описывает мальчика как поклонника героев. Поскольку Стэнхоуп находится в отношениях с сестрой Рэли Мэдж, он обеспокоен тем, что Рэли напишет домой и сообщит его сестре о пьянстве Стэнхоупа. Стэнхоуп говорит Осборну, что подвергнет цензуре письма Рэли; Осборн не одобряет.
У Стэнхоупа обостренное чувство долга, и он считает, что должен продолжать служить, а не брать отпуск, на который он имеет право. Он критикует другого солдата, младшего лейтенанта Хибберта, который, по его мнению, симулирует невралгию глаз, чтобы отправиться домой вместо того, чтобы продолжать сражаться.
Осборн укладывает усталого и несколько пьяного Стэнхоупа спать. Стэнхоуп, как и другие офицеры, называет Осборна «дядей».

### Акт II

#### Сцена 1
Троттер и Мейсон беседуют о ломтиках бекона, которые они вскоре должны съесть. Троттер рассказывает о том, как начало весны заставляет его чувствовать себя молодым; он также говорит о мальвах, которые он посадил. Эти разговоры — способ избежать реальности окопов и войны.
Осборн и Рэли обсуждают, как медленно течёт время на фронте, и тот факт, что они оба играли в регби до войны и что Осборн был школьным учителем, прежде чем пойти воевать. Хотя Рэли кажется заинтересованным, Осборн отмечает, что сейчас от этого мало толку.
Осборн описывает безумие войны в своём рассказе о том, как немецкие солдаты позволили британцам спасти раненого солдата на ничейной земле, а на следующий день обе стороны сильно обстреляли друг друга. Он описывает войну как «глупую».
Стэнхоуп объявляет, что необходимо починить колючую проволоку вокруг траншей. Информация, полученная от пленного немца, указывает на то, что вражеская атака планируется в четверг утром, то есть всего через два дня.
Стэнхоуп конфискует письмо у Рэли, настаивая на своем праве подвергать его цензуре. Стэнхоуп находится в отношениях с сестрой Рэли и обеспокоен тем, что в письме Рэли раскроет растущий алкоголизм Стэнхоупа. Полный ненависти к себе, Стэнхоуп соглашается на предложение Осборна прочитать письмо для него. Письмо, на самом деле, полно похвал Стэнхоупу. Сцена заканчивается тем, что Стэнхоуп тихо возражает против предложения Осборна повторно запечатать конверт.

#### Сцена 2
На совещании у старшины[уточнить] сообщается, что нападение произойдёт в четверг. Стэнхоуп и сержант-майор обсуждают боевые планы. Полковник передаёт приказ генерала провести рейд на немецкую траншею перед атакой, «внезапный дневной рейд» (все предыдущие рейды были совершены под покровом темноты), и что они хотят быть проинформированы об исходе к 19:00. Стэнхоуп заявляет, что такой план абсурден и что генерал и его штаб просто хотят, чтобы их ужин не был отложен.
Полковник соглашается со Стэнхоупом, но говорит, что приказ есть приказ и его нужно выполнять. В подобном рейде, после обстрела британской артиллерии, немцы привязали красную тряпку к щелям в колючей проволоке, чтобы их солдаты точно знали, куда направить свои пулемёты.
Решено, что Осборн и Рэли будут офицерами, которые отправятся в рейд, несмотря на то, что Рэли только недавно появился на фронте.
Хибберт жалуется Стэнхоупу на невралгию, от которой, по его словам, он страдает. Стэнхоуп отвечает: «Лучше умереть от боли, чем быть расстрелянным за дезертирство». Хибберт утверждает, что у него действительно невралгия и есть право покинуть поле боя, чтобы обратиться за лечением, но когда Стэнхоуп угрожает застрелить его, если он уйдёт, Хибберт плачет. Он говорит: "Ну, давай, стреляй!", подразумевая, что он скорее умрёт, чем останется на поле боя. Два солдата признаются друг другу, что чувствуют то же самое и изо всех сил пытаются справиться со стрессом, который накладывает на них война. Стэнхоуп утешает Хибберта, говоря, что они могут вместе дежурить.
Осборн читает вслух Троттеру из «Приключений Алисы в стране чудес» Льюиса Кэрролла — очередная попытка уйти от реалий войны. Сцена заканчивается тем, что идеалист Рэли, которого не коснулась война, заявляет, что это «страшно волнительно», что он выбран для участия в рейде.

### Акт III

#### Сцена 1
Есть подтверждение, что рейд всё ещё продолжается. Полковник заявляет, что необходимо захватить немецкого солдата, чтобы получить от него разведданные. Осборн признаётся Стэнхоупу в своей уверенности в том, что, скорее всего, не вернётся, и просит Стэнхоупа присмотреть за его самыми заветными вещами и отправить их жене, если он погибнет. За несколько минут до подъёма Рэли и Осборн разговаривают о доме — Нью-Форесте и городке Линдхерст — чтобы скоротать время. Выстреливают дымовые шашки, солдаты идут к немецкому окопу, берут в плен молодого немецкого солдата. Однако Стэнхоуп узнает, что Осборн был убит, хотя Рэли выжил.
Стэнхоуп саркастически заявляет: «Как ужасно приятно, когда бригадный генерал доволен» в тот момент, когда полковник в первую очередь интересуется тем, собрана ли информация, а не тем, все ли солдаты благополучно вернулись. Потери были высокими.

#### Сцена 2
Троттер, Стэнхоуп и Хибберт пьют и говорят о женщинах. Кажется, что все они в хорошем настроении, пока Хибберт не раздражается, когда Стэнхоуп говорит ему идти спать, и он говорит Стэнхоупу идти спать вместо него, тогда Стэнхоуп внезапно начинает злиться и кричать на Хибберта и говорит ему, чтобы он убирался вон.
Стэнхоуп также сердится на Рэли, который в тот вечер не стал есть с офицерами, а предпочёл есть со своими людьми. Стэнхоуп обижен этим, и Рэли в конце концов признаётся, что не может есть, пока думает, что Осборн мёртв, а его тело находится на ничейной земле. Стэнхоуп злится, потому что Рэли, похоже, намекнул, что Стэнхоупу нет дела до смерти Осборна, потому что Стэнхоуп ест и пьёт. Стэнхоуп кричит Рэли, что он пьёт, чтобы справиться с тем, что Осборн умер, чтобы забыть. Стэнхоуп просит оставить его одного и сердито говорит Рэли, чтобы тот уходил.

#### Сцена 3
Начинается немецкая атака на британские окопы, и сержант-майор сообщает Стэнхоупу, что им следует ожидать больших потерь. Когда наступление начинается, Хибберт неохотно встаёт с постели и идёт в окопы.
Стэнхоупу передают сообщение о том, что Рэли ранен снарядом и у него повреждён позвоночник, а значит, он не может ходить. Стэнхоуп приказывает принести Рэли в свой блиндаж. Он утешает Рэли, пока тот лежит в постели. Рэли говорит, что ему холодно и что уже темнеет; Стэнхоуп переносит свечу на кровать и уходит вглубь блиндажа за одеялом, но к тому времени, когда он возвращается, Рэли уже умер.
На заднем плане продолжают взрываться снаряды. Стэнхоуп получает сообщение о том, что он нужен на передовой. Он встает, чтобы уйти, и после его ухода миномётный снаряд попадает в блиндаж, который разрушается и замуровывает труп Рэли.

## Постановки (профессиональные)
У Шерриффа были проблемы с постановкой «Конца путешествия» в Вест-Энде, и он написал, что «всё руководство в Лондоне отказалось от пьесы. Они сказали, что люди не хотят военных пьес […] «Как я могу поставить пьесу без главной героини?» жалобно спросил один [менеджер театра]». Шериф использовал «Нет главной героини» в качестве названия своей автобиографии, опубликованной в 1968 году.
Джеффри Дирмер из Incorporated Stage Society предложил Шерриффу отправить сценарий Джорджу Бернарду Шоу, потому что доброе слово от него убедило бы комитет ISS поставить его. Шоу ответил, что, как и другие зарисовки окопной жизни, это была «полезная [коррекция] романтического представления о войне» и что «как "кусочек жизни" - ужасно ненормальной жизни - я должен сказать, что пусть она будет исполнена всеми средствами».

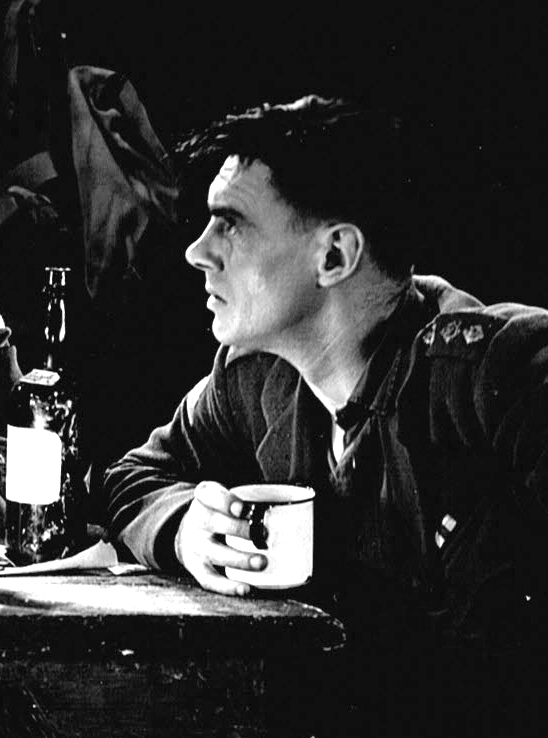
Колин Клайв в роли Стэнхоупа в постановке Джеймса Уэйла «Конец путешествия» 1929 года.

«Конец путешествия» открылась как полусценическая постановка, которая шла два вечера в Театре Аполлона. Под руководством нового продюсера Мориса Брауна пьеса вскоре была переведена в театр «Савой», где шла в течение трёх недель, начиная с 21 января 1929 года. Пьеса была чрезвычайно хорошо принята: по словам биографа Уэйла Джеймса Кертиса, она "сумела объединить в нужное время и в нужной манере впечатления целого поколения мужчин, которые были на войне и которые не смогли ни словами, ни делами адекватно выразить своим друзьям и семьям, какими были окопы". Затем пьеса была переведена в Театр принца Уэльского, где шла ещё два года.
Кит отправился в Соединенные Штаты, чтобы поставить бродвейскую постановку в 1930 году в Театре Генри Миллера.  К концу 1929 года произведение исполнялось 14 труппами на английском языке и 17 труппами на других языках в Лондоне, Нью-Йорке, Париже (на английском языке), Стокгольме, Берлине, Риме, Вене, Мадриде и Будапеште, а также в Канаде, Австралии и Южной Африке.

## Постановки (любительские)
За прошедшие годы было поставлено множество любительских постановок, полностью мужской актёрский состав сделал пьесу особенно привлекательной для школ для мальчиков, скаутских отрядов и других чисто мужских заведений. Британская ассоциация скаутов владеет долей прав на пьесу.

## Адаптации

### Фильмы
В 1930 году Джеймс Уэйл снял одноименный фильм по пьесе с Колином Клайвом, Дэвидом Мэннерсом и Яном Маклареном в главных ролях.
Немецкий ремейк «Другая сторона» (нем. Die andere Seite) был снят Хайнцем Паулем в 1931 году.
Пьеса легла в основу фильма «Асы в небе» (1976), хотя действие было переключено с пехоты на Королевский летный корпус.
Вторая одноименная английская экранизация была выпущена в 2017 году, а расширенный театральный релиз состоялся весной 2018 года.

### Телевидение
Спектакль транслировался Телевизионной службой Би-би-си в прямом эфире из студии Александра-палас 11 ноября 1937 года в ознаменование Дня перемирия. Некоторые короткие эпизоды из фильма Г. В. Пабста «Западный фронт 1918» (1930) были использованы продюсером Джорджем Мором О'Ферроллом в одночасовой версии. Поскольку трансляция производилась в прямом эфире, а технологии записи телевизионных программ в то время не существовало, то не сохранилось никаких записей, кроме фотографий.
Пьеса была адаптирована для телевидения в 1988 году с Джереми Нортэмом в главной роли в роли Стэнхоупа, Эдвардом Петербриджем в роли Осборна и Тимоти Споллом в роли Троттера. Она была близка к оригинальному сценарию, хотя были и изменения, наиболее очевидным из которых было изображение рейда, который в пьесе происходит за кулисами.

### Радио
Радиоадаптация Питера Уоттса была произведена для субботнего ночного театра BBC Radio 4 в ноябре 1970 года с Мартином Джарвисом в роли капитана Стэнхоупа.

## Наследие
Другие пьесы того периода, посвященные войне, обычно оценивались по стандартам «Конца путешествия». Пьеса и её персонажи оказали влияние и на других писателей. В 1930 году Ноэль Кауард ненадолго сыграл роль Стэнхоупа во время гастролей по Дальнему Востоку. Он не считал своё выступление успешным, написав впоследствии, что его публика «вежливо наблюдала, как я сыграл прекрасную роль в прекрасной пьесе и слил её в подворотню». Тем не менее, на него «сильно повлияла острота самой пьесы», и вскоре после этого он вдохновился написать «Пост Мортем», своё собственное «маленькое гневное очернение войны».
Версия Рэли в альтернативном времени появляется в романе Кима Ньюмана «Кровавый красный барон» 1995 года. Заключительная серия британской комедийной программы «Чёрная гадюка» (Чёрная гадюка идёт вперёд) посвящена той же теме и обстановке, иногда с сильными параллелями. В «Уитнейл и я» безработный актер Марвуд (которого играет Пол МакГанн) читает копию пьесы в коттедже для отдыха и к концу фильма получает роль в гастрольной постановке.
Пьеса является частью британской квалификации GCSE по английской литературе, которая изучается и тестируется в средних школах. В частности, спецификация Cambridge IGCSE и Pearson Edexcel IGCSE для английского языка.